# U.S. Office of War Information

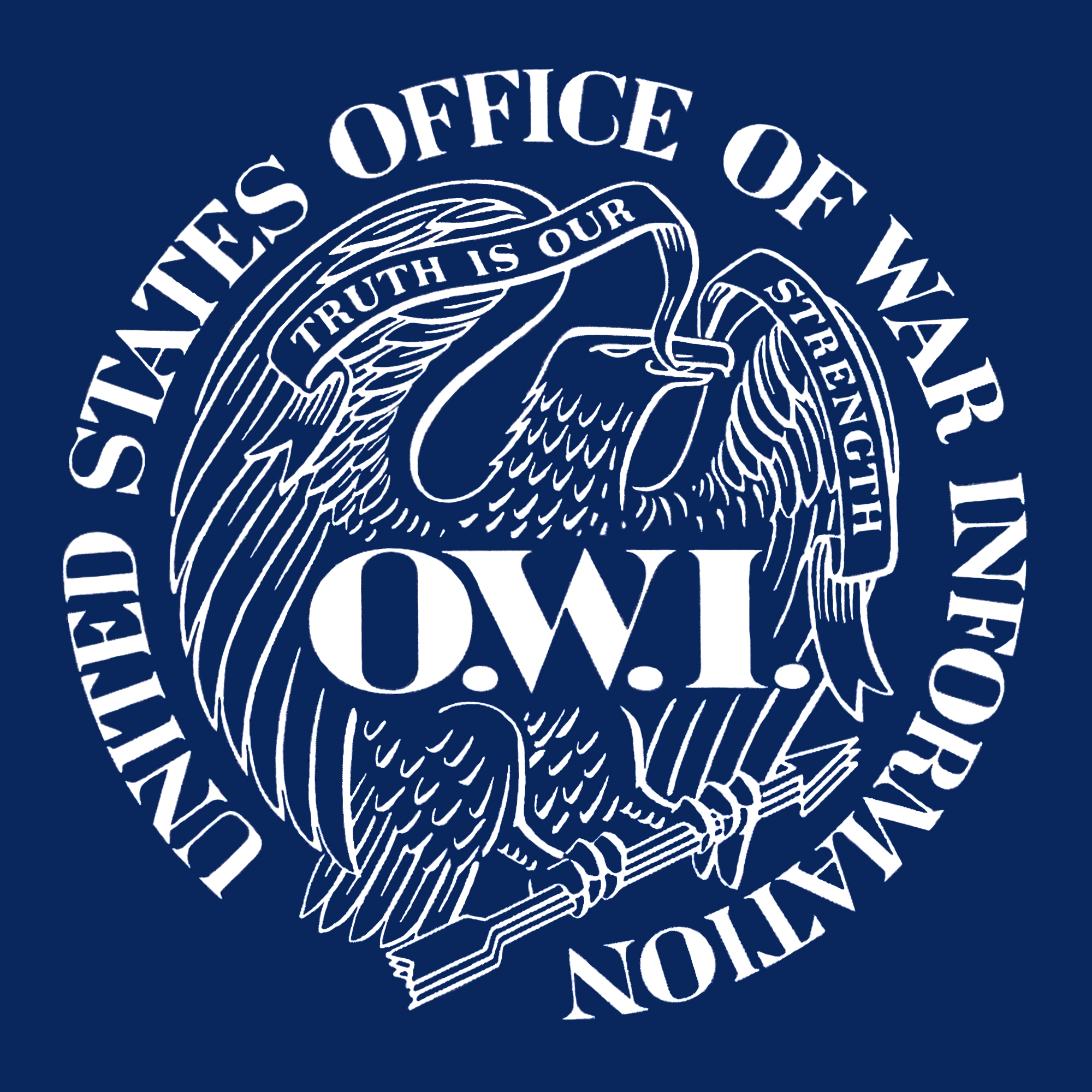
OWI logo.

The United States Office of War Information (OWI), svenska Förenta staternas kontor för krigsinformation, var en myndighet som skapades under andra världskriget för att samordna den amerikanska regeringens information. Organisationen arbetade för att bygga upp en positiv attityd till USA:s engagemang i kriget, utveckla patriotism och vaktsamhet mot spioner. OWI har även arbetat med propaganda och information utanför USA:s gränser. OWI har även arbetat för att tvätta bort den negativ stämpel som Stalin och Sovjetunionen hade före landets allians med Storbritannien och USA. OWI var verksam mellan juni 1942 och september 1945.
Bland dem som arbetade för OWI finner man bland annat filmmakarna William Wyler och Frank Capra, fotografen Alfred T. Palmer och filosof Herbert Marcuse.